# V-Rally
V-Rally (noto come Need for Speed: V-Rally nel Nord America) è un videogioco di corsa, sviluppato e pubblicato da Eden Studios nel 1997. Il videogioco è stato pubblicato da Infogrames e da Electronic Arts che nel Nord America lo pubblicò sotto il marchio Need for Speed. Nel 1999 è uscito il seguito V-Rally 2.

## Tracciati e auto

### Tracciati
In entrambi i giochi è possibile correre in 10 zone:
- Indonesia
- Regno Unito
- Safari (Kenya)
- Corsica (Francia)
- Spagna
- Nuova Zelanda
- Alpi francesi (Monaco)
- Svezia

### Auto
- Mitsubishi Lancer Evolution IV WRC
- Subaru Impreza WRC 555
- Nissan Almera Kit-car
- Škoda Felicia Kit-car
- Ford Escort WRC
- Citroën Saxo Kit-car
- Renault Mégane Maxi FR
- Renault Mégane Maxi UK
- Peugeot 106 Maxi
- Peugeot 306 Maxi
- SEAT Ibiza Kit-car

### Recensioni versione PlayStation
- Ufficiale PlayStation Magazine: "Un gioco completo e grosso, pieno di macchine e piste da provare. Un titolo da comprare, provare, scoprire e rigiocare ancora." 9/10
- Next Station: 92%